# مارلون سوندرمن
مارلون سوندرمن (انگلیسی: Marlon Sündermann؛ زادهٔ ۱۶ مهٔ ۱۹۹۸) بازیکن فوتبال اهل آلمان است.